# مازيراتي كواتروبورتي
مازيراتي كواتروبورتي  (بالإنجليزية: Maserati Quattroporte)‏ هي سيارة عائلية كبيرة من صناعة مازيراتي، بدأ إنتاجها في 1963. 